# 그린베이 패커스

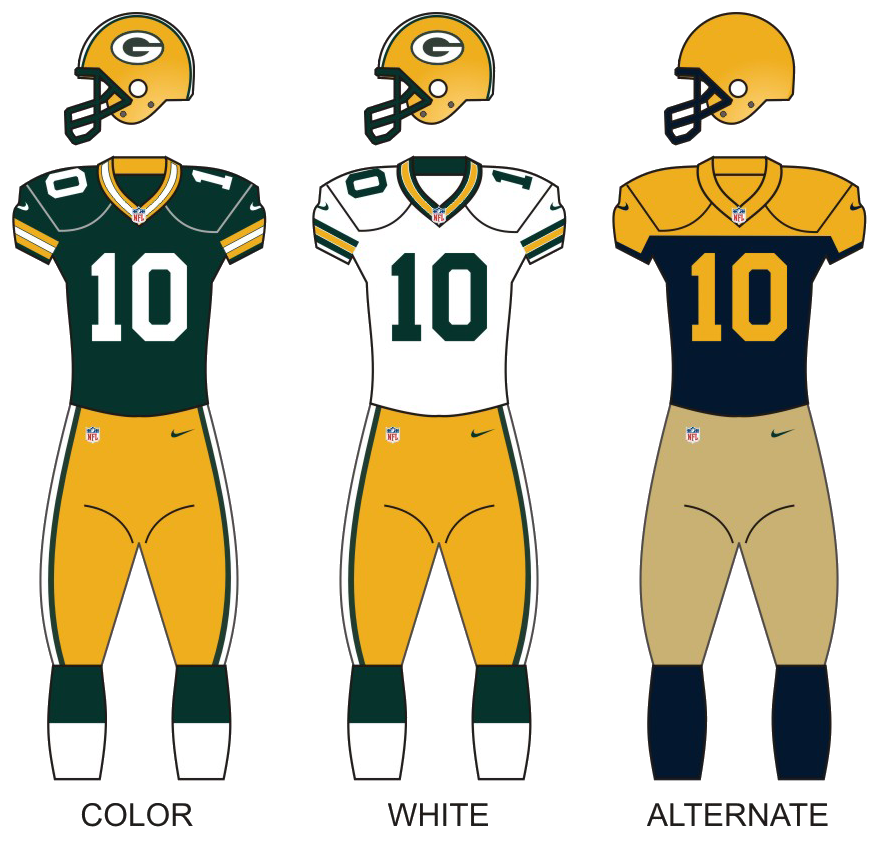

그린베이 패커스(영어: Green Bay Packers)는 미국 위스콘신주 그린베이에 본거지를 둔 NFL 팀이다. NFC 북부지구에 소속되어 있다.